# Bünyamin Uyanik
Bünyamin Uyanik (* 26. Dezember 1996 in Dornbirn) ist ein österreichischer Fußballspieler.

## Karriere
Uyanik begann seine Karriere beim FC Dornbirn 1913. Zwischen 2010 und 2012 spielte er zudem in der AKA Vorarlberg. Ab 2013 spielte er für die Zweitmannschaft von Dornbirn. Im April 2014 debütierte er für die erste Mannschaft von Dornbirn in der Regionalliga, als er am 22. Spieltag der Saison 2013/14 gegen den TSV Neumarkt in der Nachspielzeit für Manuel Honeck eingewechselt wurde.
In der Winterpause der Saison 2014/15 wechselte Uyanik in die Türkei zur Zweitmannschaft von Boluspor. Nach einem Jahr bei Boluspor schloss er sich im Jänner 2016 der Zweitmannschaft von Sivasspor an. Zur Saison 2016/17 wechselte er zum Viertligisten Düzcespor. Sein Debüt für Düzcespor in der TFF 3. Lig gab er im April 2017, als er am 32. Spieltag jener Saison gegen den Yeşil Bursa SK in der Halbzeitpause für İsmail Türk ins Spiel gebracht wurde.
Zur Saison 2017/18 schloss er sich Bergama Belediyespor an. Im März 2019 verließ er Bergama Belediyespor. Nach mehreren Monaten ohne Verein wechselte er im Oktober 2019 zu Kaynaşli Belediyespor. Zur Saison 2020/21 wechselte er in die Schweiz zum unterklassigen FC Montlingen.